# 伊達村年
伊達 村年（だて むらとし）は、江戸時代中期の大名。伊予国宇和島藩4代藩主。官位は従四位下・遠江守。

## 生涯
3代藩主・伊達宗贇の三男として誕生した。母は中里氏（側室で宇和島藩士の娘）。幼名は伊勢松。伊織。初名は宗貞（むねさだ）、貞清（さだきよ）。正室は仙台藩主で宗贇の従兄弟にあたる伊達吉村の娘・富子。村年の諱は、義父の吉村から偏諱を受けて改名したものである。側室に松川氏ほか。
兄・宗相が早世したため、宝永7年（1710年）4月2日に世子に指名され、翌年の父の死去により跡を継いだ。
藩政においては享保13年（1728年）から享保16年（1731年）にかけて風水害、享保17年（1732年）に虫害などが起こって藩内は凶作・大飢饉が続き、藩財政は窮乏化した。このため、倹約令と有能な人材登用を主とした藩政改革を断行しようとしたが、享保20年（1735年）5月28日、参勤交代で帰国途上の播磨国加古川にて31歳で急死し、成果が挙がらずに終わった。跡を長男の村候が継いだ。法号は泰雲院殿宗山紹沢大居士。

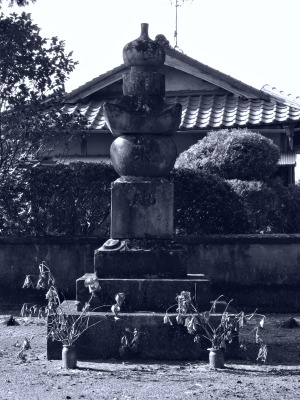
四代藩主 伊達村年の墓 (龍華山等覚寺西墓所)

## 系譜
- 父：伊達宗贇（1665年 - 1711年）
- 母：中里氏
- 正室：富子（徳子） - 伊達吉村の三女
  - 長男：伊達村候（1725年 - 1794年）
  - 二女：幾 - 柳沢信鴻正室
  - 三男：青木一貫（1734年 - 1786年） - 青木一新の養子
  - 四男：某 - 夭折
  - 四女：鉄 - 夭折
- 側室
  - 長女：繁 - 夭折
- 側室：松川氏
  - 次男：島内徳風 - 島内家を興す、歌人